# Stephin Merritt
Stephin Merritt est un auteur-compositeur-interprète américain né le 17 janvier 1966, basé à Los Angeles, et créateur de plusieurs groupes d'indie pop, dont le plus connu est The Magnetic Fields. Il possède une voix de baryton-basse, et joue de la guitare, de l'ukulele et du clavier.

## Projets musicaux
Stephin Merritt a créé les groupes suivants et y joue un rôle important :
- The Magnetic Fields
- The 6ths
- The Gothic Archies
- Future Bible Heroes

Merritt a brièvement eu recours au nom « The Baudelaire Memorial Orchestra » pour signer une chanson écrite pour la série romanesque Les Désastreuses Aventures des orphelins Baudelaire de Lemony Snicket (pseudonyme de Daniel Handler, qui a travaillé avec lui comme accordéoniste pour les Magnetic Fields). À l'occasion de la préparation des versions audiolivres de ces romans, Merritt a été amené à composer de nouveaux morceaux, qu'il a cette fois attribués à l'un de ses groupes, The Gothic Archies. En octobre 2006, au moment de la parution du treizième et dernier tome de la série, est sorti l'album The Tragic Treasury (chez Nonesuch Records) qui regroupe ces compositions. 
Sous son propre nom, Stephin Merritt a enregistré et édité les bandes originales des films Eban and Charley et Pieces of April. La bande originale de l'émission The Adventures of Pete & Pete, sur la chaîne câblée américaine Nickelodeon, utilise beaucoup de ses chansons.
Stephin Merritt et le directeur de théâtre new-yorkais Chen Shi-Zheng ont travaillé ensemble à trois pièces de théâtre musical : Orphan of Zhao (2003), Peach Blossom Fan (2004), et My Life as a Fairy Tale (2005). Des extraits choisis de ces œuvres ont été éditées par Nonesuch sous le titre Showtunes en 2006.
Merritt est aussi l'un des trois principaux membres de l'ensemble The Three Terrors, un groupe à l'activité irrégulière qui ne donne que des concerts live, et dont les autres membres principaux comprennent Dudley Klute et LD Beghtol, qui ont travaillé avec lui à l'album 69 Love Songs des Magnetic Fields. Les thèmes de leurs concerts ont porté jusqu'à présent sur la pop française, les musiques de films (dont la chanson-titre du film Gorge profonde), l'intoxication et la ville de New York. Kenny Mellman (qui fait partie du duo de cabaret de drags Kiki & Herb, créé à San Francisco), James Jacobs, Daniel Handler, Jon DeRosa et d'autres encore se sont produits avec les Three Terrors pour ces performances musicales sporadiques. Merritt a été cité dans une chanson du groupe de rock indépendant Beulah, Popular Mechanics for Lovers.
Merritt a composé et chanté la chanson I'm In a Lonely Way pour un spot publicitaire de Volvo diffusé à l'été et à l'automne 2007. Il a également chanté The Wheels on the Car.
Merritt a composé la musique et les paroles de la comédie musicale Coraline, donnée à Broadway en 2009, fondée sur le roman de Neil Gaiman. Dans cette adaptation produite par le MCC Theater, la musique de Merritt était jouée par un « orchestre de pianos », comprenant un piano traditionnel, un piano jouet, et un piano bricolé (dont le son avait été modifié en attachant à ses cordes divers objets tels que des bouts de métal, du ruban adhésif et des cartes à jouer).
Merritt a composé récemment une bande originale pour le film muet Vingt Mille lieues sous les mers, projeté le 4 mai 2010 au Castro Theatre, dans le quartier du Castro à San Francisco, dans le cadre du Festival du film de San Francisco.

## Biographie
Stephin Merritt n'a jamais connu son père, le chanteur de folk Scott Fagan, qui a eu une relation de courte durée avec sa mère. Merritt a suivi des études à la Cambridge School of Weston, une université privée au Massachusetts, puis a brièvement fréquenté l'Université de New York avant de déménager pour retourner à Boston. Merritt a travaillé en tant qu'éditeur pour le magazine Spin et Time Out New York.
Stephin Merritt est homosexuel et évoque ce thème dans certaines de ses chansons (par exemple When My Boy Walks Down the Street dans l'album 69 Love Songs). Merritt est connu pour sa personnalité austère : il s'élabore un personnage et mène une vie très différents de l'image qu'on se fait traditionnellement d'une rock star.
Merritt souffre d'hyperacousie, ce qui lui impose un seuil de tolérance au bruit plus bas que la normale, car les bruits trop forts produisent des acouphènes dans son oreille gauche. Cela a largement influencé le choix et le nombre restreint des instruments live utilisés par les Magnetic Fields, qui comprend habituellement des instruments acoustiques et peu ou pas de percussions. Merritt porte par ailleurs des bouchons d'oreille pendant les concerts, et se couvre l'oreille gauche quand le public applaudit.
Un documentaire consacré à Stephin Merritt, Strange Powers: Stephin Merritt and the Magnetic Fields, a été diffusé pour la première fois en mars 2010.

## Discographie solo
- Eban and Charley (Merge, 2002)
- Pieces of April (Nonesuch, 2003)
- Showtunes (Nonesuch, 2006)